# Dicranopygium nanum
Dicranopygium nanum är en enhjärtbladig växtart som först beskrevs av Henry Allan Gleason, och fick sitt nu gällande namn av Gunnar Wilhelm Harling. Dicranopygium nanum ingår i släktet Dicranopygium och familjen Cyclanthaceae. Inga underarter finns listade.